# دین تپه زرشک آب ۲
دین تپه زرشک آب ۲ مربوط به هزاره اول قبل از میلاد است و در شهرستان سمنان، بخش مهدیشهر، روستای فولادمحله واقع شده و این اثر در تاریخ ۵ آذر ۱۳۸۰ با شمارهٔ ثبت ۴۴۴۶ به‌عنوان یکی از آثار ملی ایران به ثبت رسیده است.